# Кубок України з футболу 2021—2022
Кубок України з футболу 2021—2022 — 31-й розіграш Кубка України, який розпочався 4 серпня 2021 року та мав завершитися 11 травня 2022 року. Фінал турніру мав відбутися 11 травня 2022 року в Києві на НСК «Олімпійський». 24 лютого 2022 року розіграш було призупинено через російське вторгнення в Україну. 8 травня 2022 року Виконком УАФ затвердив рішення про дострокове завершення розіграшу без визначення переможця.
За назвою титульного партнера — компанії VBET— турнір мав комерційну назву VBET Кубок України.

## Регламент
Усі етапи турніру складаються з одного матчу. Якщо команди виступають в одній лізі, то господарем буде команда, яка отримала непарний номер під час жеребкування. Якщо команди з різних ліг, то господарем буде команда із нижчої ліги.

## Учасники
У цьому розіграші кубка беруть участь 63 команди чемпіонату України, а також два півфіналісти Кубка України серед аматорів 2020—2021 (інші два півфіналісти за підсумками попереднього сезону стали учасниками другої ліги).
| Клуби Прем'єр-ліги: - «Ворскла» (Полтава) - «Верес» (Рівне) - «Десна» (Чернігів) - «Динамо» (Київ) - «Дніпро-1» (Дніпро) - «Зоря» (Луганськ) - «Інгулець» (Петрове) - «Колос» (Ковалівка) - ФК «Львів» (Львів) - ФК «Маріуполь» (Маріуполь) - «Металіст 1925» (Харків) - ФК «Минай» (Минай) - ФК «Олександрія» (Олександрія) - «Рух» (Львів) - «Чорноморець» (Одеса) - «Шахтар» (Донецьк) | Клуби першої ліги: - «Агробізнес» (Волочиськ) - «Альянс» (Липова Долина) - «Волинь» (Луцьк) - «ВПК-Агро» (Вишневе) - «Гірник-Спорт» (Горішні Плавні) - ФК «Краматорськ» (Краматорськ) - «Кремінь» (Кременчук) - «Кривбас» (Кривий Ріг) - «Металіст» (Харків) - «Нива» (Тернопіль) - «Оболонь» (Київ) - «Олімпік» (Донецьк) - «Поділля» (Хмельницький) - «Полісся» (Житомир) - «Прикарпаття» (Івано-Франківськ) - ФК «Ужгород» (Ужгород) | Клуби другої ліги: - АФСК «Київ» (Київ) - «Балкани» (Зоря) - «Буковина» (Чернівці) - «Вікторія» (Миколаївка) - ФК «Вовчанськ» (Вовчанськ) - «Діназ» (Вишгород) - «Дніпро» (Черкаси) - «Енергія» (Нова Каховка) - «Епіцентр» (Дунаївці) - «Карпати» (Галич) - «Карпати» (Львів) - «Кристал» (Херсон) - «Лівий берег» (Київ) - ЛНЗ (Черкаси) - «Любомир» (Ставище) - «Мункач» (Мукачево) - МФК «Металург» (Запоріжжя) - МФК «Миколаїв» (Миколаїв) - «Нива» (Вінниця) - ФК «Нікополь» (Нікополь) - «Перемога» (Дніпро) - «Реал Фарма» (Одеса) - СК «Полтава» (Полтава) - «Скорук» (Томаківка) - «Рубікон» (Київ) - «Таврія» (Сімферополь) - ФК «Тростянець» (Тростянець) - «Чайка» (Петропавлівська Борщагівка) - «Черкащина» (Черкаси) - ФК «Чернігів» (Чернігів) - ФК «Суми» (Суми) - «Яруд» (Маріуполь) | Півфіналісти Кубка серед аматорів: - «Олімпія» (Савинці) - «Фенікс» (Підмонастир) |

## Перший попередній етап
Жеребкування відбулося 27 липня 2021 року, матчі — 4 серпня 2021 року. Як і в минулому сезоні розіграшу кубка, через поширення COVID-19 та на прохання учасників, при жеребкуванні команди були розділені за територіальним принципом. У цьому етапі брали участь 10 команд — 2 аматорські команди та 8 команд другої ліги.
| Команда 1     | Рахунок  | Команда 2       |
| ------------- | -------- | --------------- |
| «Фенікс»      | 2:0      | «Мункач»        |
| «Скорук»      | 1:0      | ФК «Тростянець» |
| «Олімпія»     | 6:0      | «Любомир»       |
| «Карпати» Л   | 3:0      | АФСК «Київ»     |
| «Лівий берег» | 1:0 (дч) | СК «Полтава»    |

## Другий попередній етап

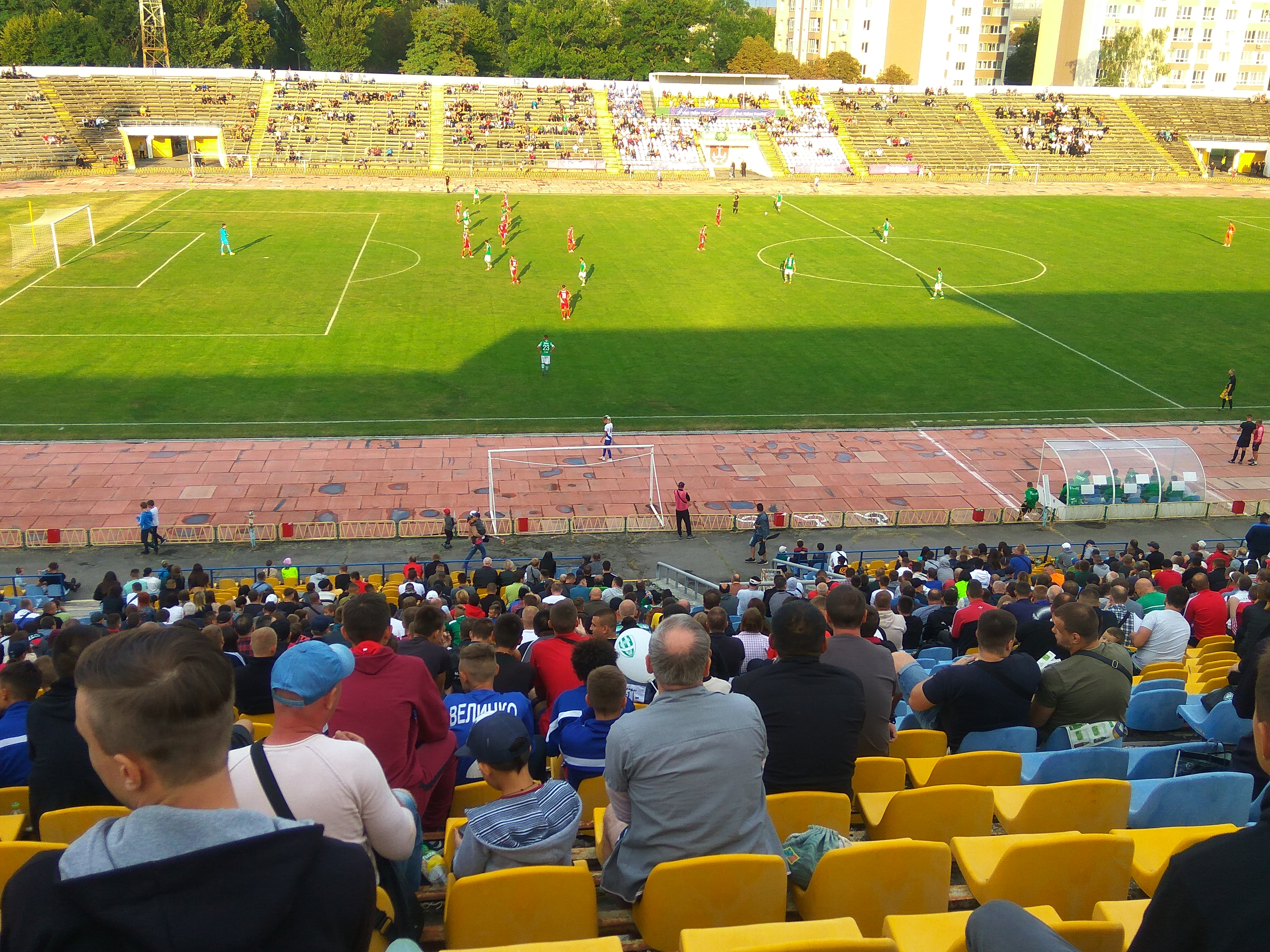
Нива (Вінниця) - Волинь (Луцьк), 18 серпня 2021 року

Жеребкування відбулося 6 серпня 2021 року, матчі — 17 та 18 серпня 2021 року. Як і в першому попередньому раунді, при жеребкуванні команди були розділені за територіальним принципом. У цьому етапі брали участь 44 команди — 5 переможців першого попереднього етапу, 23 команди другої ліги та 16 клубів першої ліги. 
| Команда 1      | Рахунок        | Команда 2        |
| -------------- | -------------- | ---------------- |
| 17 серпня      |                |                  |
| «Скорук»       | 4:2            | «Вікторія»       |
| 18 серпня      |                |                  |
| «Епіцентр»     | 3:0            | «Поділля»        |
| «Буковина»     | 2:0 (дч)       | «Агробізнес»     |
| «Фенікс»       | 2:6            | «Прикарпаття»    |
| ФК «Ужгород»   | 0:1            | «Нива» Т         |
| «Карпати» Л    | 1:0            | «Карпати» Г      |
| «Чайка»        | 1:1 (пен. 3:5) | ФК «Чернігів»    |
| «Рубікон»      | 0:5            | «Полісся»        |
| «Діназ»        | 1:3            | «Оболонь»        |
| «Нива» В       | 1:1 (пен. 3:5) | «Волинь»         |
| «Лівий берег»  | 2:3            | «Олімпік»        |
| ФК «Суми»      | 0:1            | МФК «Металург»   |
| «Альянс»       | 2:1            | ФК «Краматорськ» |
| «Яруд»         | 1:3            | «Металіст»       |
| «Олімпія»      | 0:1            | ФК «Вовчанськ»   |
| «Перемога»     | 1:2            | «Гірник-Спорт»   |
| «Реал Фарма»   | 0:2            | «ВПК-Агро»       |
| «Балкани»      | 4:2            | «Енергія»        |
| МФК «Миколаїв» | 1:1 (пен. 3:1) | «Кривбас»        |
| ЛНЗ            | 1:0            | «Кремінь»        |
| «Таврія»       | 3:2            | «Дніпро»         |
| ФК «Нікополь»  | 2:0            | «Кристал»        |

## Третій попередній етап
Жеребкування відбулося 19 серпня 2021 року, матчі — 31 серпня та 1 вересня 2021 року. Як і в попередніх раундах, при жеребкуванні команди були розділені за територіальним принципом. У цьому етапі брали участь 22 команди, які стали переможцями другого попереднього етапу.
| Команда 1      | Рахунок        | Команда 2      |
| -------------- | -------------- | -------------- |
| 31 серпня      |                |                |
| «Епіцентр»     | 1:0            | «Нива» Т       |
| «Буковина»     | 1:1 (пен. 2:4) | «Прикарпаття»  |
| «Карпати» Л    | 2:3 (дч)       | «Волинь»       |
| ЛНЗ            | 2:1            | «Олімпік»      |
| «Оболонь»      | 1:0            | «Полісся»      |
| ФК «Чернігів»  | 1:5            | «Альянс»       |
| ФК «Нікополь»  | 0:3            | «Таврія»       |
| «Балкани»      | 1:3 (дч)       | «ВПК-Агро»     |
| МФК «Металург» | 2:3            | «Гірник-Спорт» |
| 1 вересня      |                |                |
| «Скорук»       | 0:3            | «Металіст»     |
| МФК «Миколаїв» | 4:1            | ФК «Вовчанськ» |

## 1/16 фіналу
Жеребкування відбулося 3 вересня 2021 року, матчі — 21-23 вересня 2021 року. У цьому етапі брали участь 22 команди — 11 переможців третього попереднього раунду та 11 команд Прем'єр-ліги (всі, окрім учасників єврокубків 2021/22).
| Команда 1      | Рахунок        | Команда 2        |
| -------------- | -------------- | ---------------- |
| 21 вересня     |                |                  |
| МФК «Миколаїв» | 0:3            | «Рух»            |
| «Металіст»     | 2:1            | «Десна»          |
| 22 вересня     |                |                  |
| «Таврія»       | 1:3            | ФК «Олександрія» |
| ЛНЗ            | 2:1            | «Інгулець»       |
| «ВПК-Агро»     | 1:2            | «Дніпро-1»       |
| «Волинь»       | 0:0 (пен. 5:6) | ФК «Маріуполь»   |
| «Оболонь»      | 0:1            | «Верес»          |
| 23 вересня     |                |                  |
| «Епіцентр»     | 0:1            | «Металіст 1925»  |
| «Гірник-Спорт» | 0:2            | ФК «Львів»       |
| «Прикарпаття»  | 1:4            | «Чорноморець»    |
| «Альянс»       | 3:2            | ФК «Минай»       |

## 1/8 фіналу
Жеребкування відбулося 24 вересня 2021 року, матчі — 26-28 жовтня та 1 грудня 2021 року. У цьому етапі брали участь 16 команд — 11 переможців 1/16 фіналу та 5 команд Прем'єр-ліги, що брали участь в єврокубках сезону 2021/22 («Динамо», «Шахтар», «Зоря», «Колос» та «Ворскла»). 
| Команда 1       | Рахунок        | Команда 2        |
| --------------- | -------------- | ---------------- |
| 26 жовтня       |                |                  |
| «Металіст 1925» | 2:5            | ФК «Олександрія» |
| 27 жовтня       |                |                  |
| «Верес»         | 1:3            | «Ворскла»        |
| ФК «Маріуполь»  | 1:2            | «Динамо»         |
| «Чорноморець»   | 0:3            | «Шахтар»         |
| 28 жовтня       |                |                  |
| «Альянс»        | 1:1 (пен. 2:3) | ФК «Львів»       |
| «Рух»           | 0:2 (дч)       | «Зоря»           |
| «Металіст»      | 1:0            | «Колос»          |
| 1 грудня        |                |                  |
| ЛНЗ             | 0:2            | «Дніпро-1»       |

## 1/4 фіналу
Жеребкування відбулося 15 грудня 2021 року. У зв'язку із достроковим завершенням розіграшу Кубка через військову агресію росії проти України матчі 1/4 фіналу не відбулися.
| Команда 1           | Рахунок | Команда 2 |
| ------------------- | ------- | --------- |
| 1 березня 2022 року |         |           |
| «Металіст»          |         | «Зоря»    |
| 2 березня 2022 року |         |           |
| ФК «Олександрія»    |         | «Динамо»  |
| ФК «Львів»          |         | «Шахтар»  |
| 3 березня 2022 року |         |           |
| «Дніпро-1»          |         | «Ворскла» |

## Найкращі бомбардири
| Місце | Футболіст        | Клуб           | Голи (пен.) | Матчі |
| ----- | ---------------- | -------------- | ----------- | ----- |
| 1     | Станіслав Куліш  | «ВПК-Агро»     | 3           | 2     |
| 2     | Данило Кондраков | «Рух»          | 3 (2)       | 2     |
| 3     | Сергій Кравченко | МФК «Миколаїв» | 3           | 3     |